# فريجينال دي لا سايرا
بلدية فريجينال دي لا سايرا (بالإسبانية: Fregenal de la Sierra)‏, هي إحدى بلديات مقاطعة بطليوس, التي تقع في منطقة إكستريمادورا, والتي تقع في غرب إسبانيا.
يبلغ عدد سكانها 5.297 نسمة وفقاً لإحصائية سنة (2002).

## توأمة
لفريجينال دي لا سايرا اتفاقيات توأمة مع:
- تاوريزانو

## أعلام
- بينيتو إراولا أرياس مونتانو
- خوان برافو موريللو